# Schwarzköpfiger Breithalsläufer

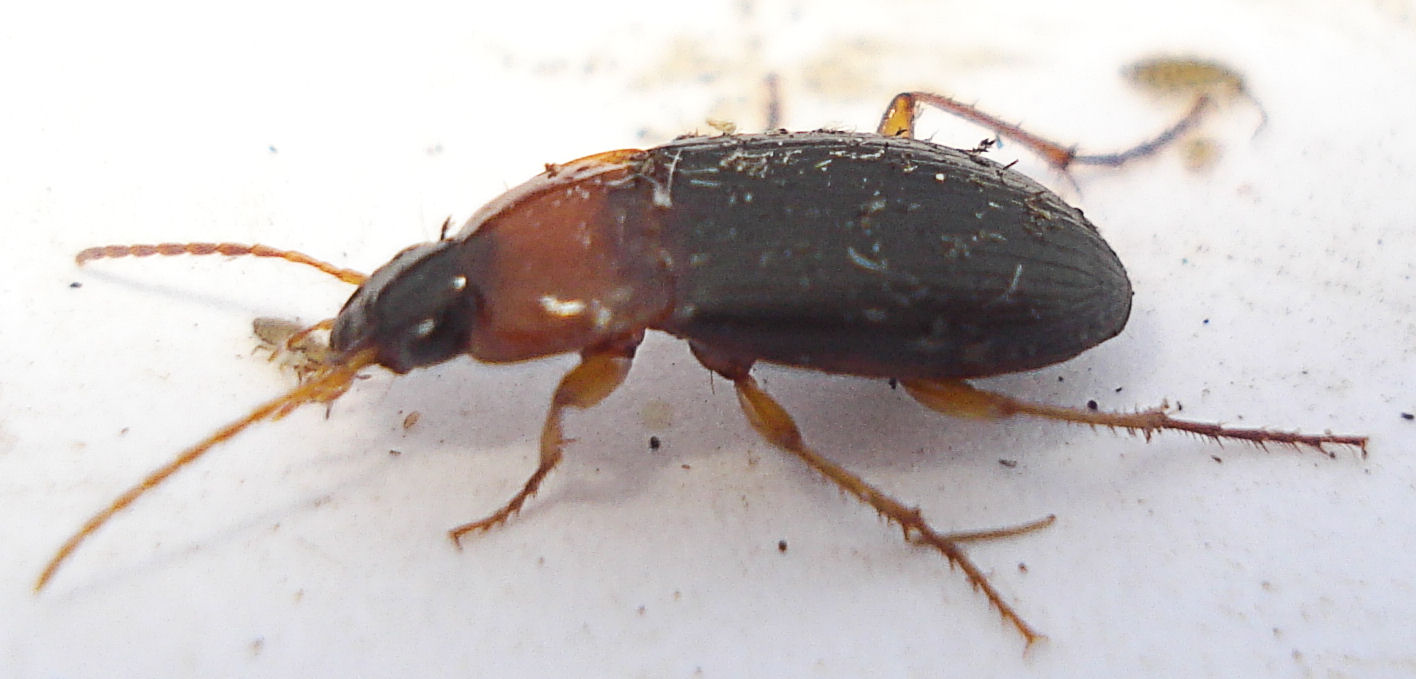
Seitenansicht

Der Schwarzköpfige Breithalsläufer oder Rothals-Kahnläufer (Calathus melanocephalus) ist eine Art aus der Familie der Laufkäfer.
Die Tiere werden zwischen sechs und acht Millimeter lang. Sowohl die Flügeldecken als auch der Kopf sind schwarz glänzend, der Thorax, die Beine und die Fühler sind rot. In höheren Gebirgslagen der Alpen fehlt allerdings die Rotfärbung des Halses. Die Körperform ist insgesamt oval, da die Brust etwa so breit ist wie das Abdomen. Auf den Flügeldecken befinden sich Längsrillen. Die Beine sind relativ lang, die Fühler sind fadenförmig.
Die Art ist in Europa, Asien und Nordafrika weit verbreitet. Man findet sie vor allem in offenem Gelände, wie zum Beispiel Feldern, manchmal jedoch auch in lichten Wäldern.
Die nachtaktiven Tiere jagen am Boden kleine Insekten, die noch vor dem Mund ausgesaugt und verdaut werden. Tagsüber verbergen sich die Käfer unter Steinen oder in Blüten und Pilzen. Die Larve lebt im Boden und ernährt sich ähnlich wie der Käfer. Nach mehreren Häutungen verpuppt sie sich. Aus der Puppe schlüpft der fertige Käfer.